# Parti libéral-démocrate de Bosnie-et-Herzégovine
Pour les articles homonymes, voir Parti libéral-démocrate.
Le Parti libéral-démocrate (Liberalno Demokratska Stranka) est un parti politique de Bosnie-Herzégovine, de type libéral, multi-ethnique, membre du parti ELDR. Son leader est Lamija Tanović. Il n'a obtenu[Quand ?] qu'un seul des 140 sièges de la fédération de Bosnie-et-Herzégovine, et aucun à la Chambre des députés bosnienne.